# Coast Guard Medal
Die Coast Guard Medal ist eine militärische Auszeichnung der US-Streitkräfte, die aufgrund des 14 U.S.C. § 493 am 4. August 1949 eingeführt wurde.
Die Auszeichnung wird an jedes Mitglied der US Coast Guard verliehen, das sich während seiner Dienstzeit durch Heldentum auszeichnet. Um eine solche Auszeichnung zu erhalten, muss das Mitglied der Küstenwache angesichts großer persönlicher Gefahr oder das deutlich über den normalen Erwartungen liegt, eine auszeichnungswürdige Tat vollzogen haben.
Die erste Verleihung des Ordens fand im März 1958 statt, als Matrose Earl H. Leyda und Petty officer third class Albert Raymond Johnson die Auszeichnung verliehen wurde. Sie bekamen den Orden für die Rettung von Arbeitern aus einem Tunnel verliehen. Die Arbeiter waren nach einer Explosion in einem Tunnel unter dem Ontariosee eingeschlossen.
Die Coast Guard Medal entspricht der Soldier’s Medal, der Airman’s Medal sowie der Navy and Marine Corps Medal.